# Aulnay (Charente-Maritime)
Pour les articles homonymes, voir Aulnay.
Aulnay (à prononcer [onɛ:], le 'l' étant muet, mais la prononciation locale [one̝:] est plus exacte) est une commune du Sud-Ouest de la France située dans le département de la Charente-Maritime, en région Nouvelle-Aquitaine.
Le nom commun et usuel d'Aulnay est Aulnay-de-Saintonge. Néanmoins, sous l'Ancien Régime, Aulnay (souvent orthographié Aunay) appartenait non pas à la province de Saintonge mais à la province du Poitou et au diocèse de Poitiers.

## Géographie

### Localisation

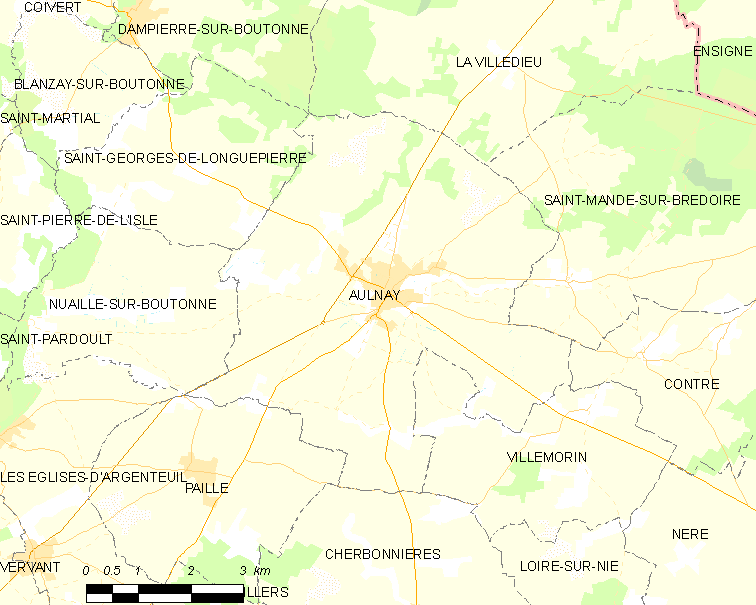
Le plan de la commune.

Position d'Aulnay en Charente-Maritime.

Aulnay se trouve à 17 km au nord-est de Saint-Jean-d'Angély, 39 km de Niort et 41 km de Cognac.
La commune est située sur l'un des Chemins de Compostelle, entre Poitiers et la Gironde : la Via Turonensis.

Aulnay sur la Via Turonensis.
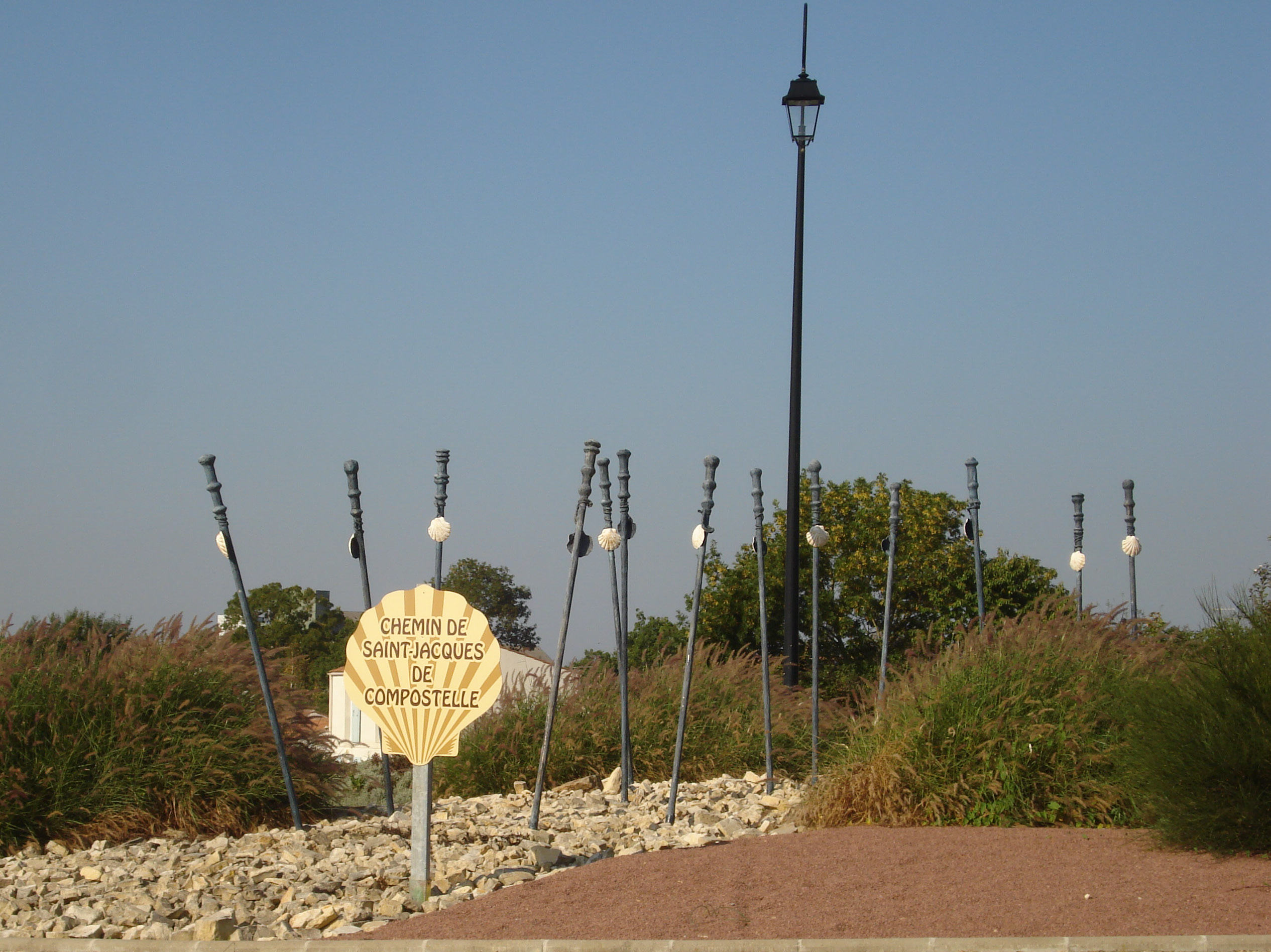
L'entrée d'Aulnay par la D 133 en provenance de Néré.
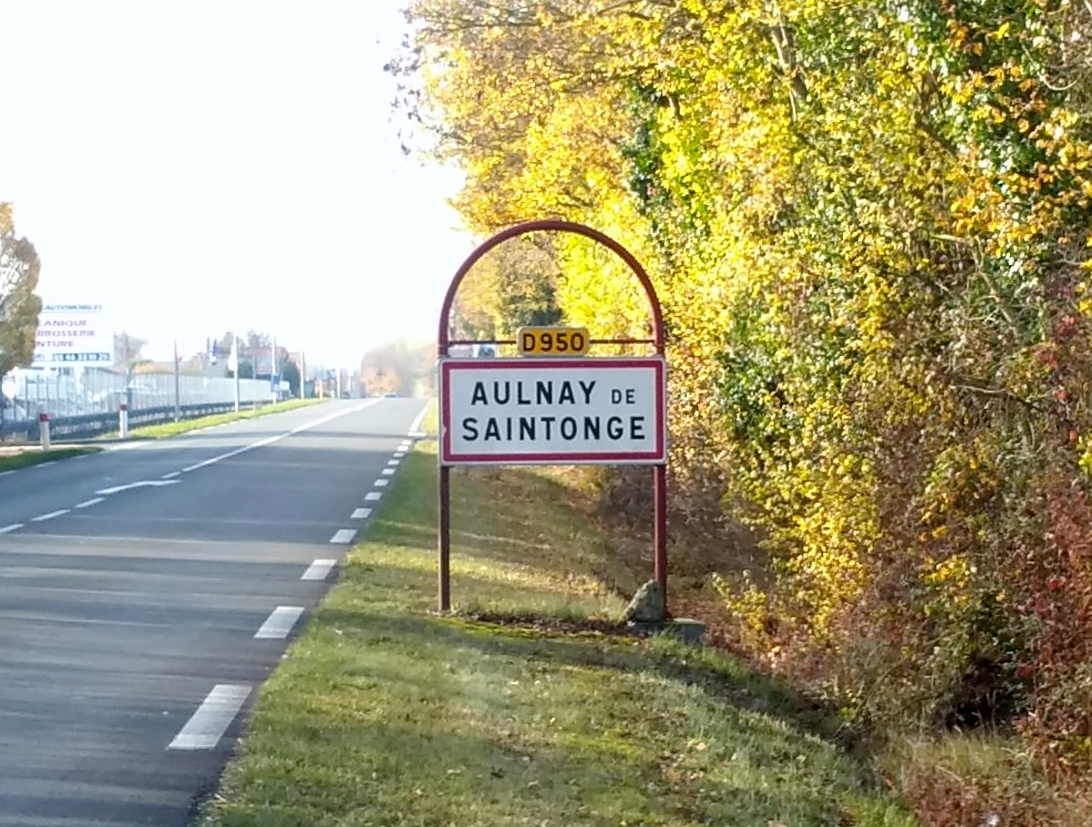
Le panneau d'entrée en provenance de La Villedieu sur la D 950.

### Accès
L'accès par l'autoroute A10 se fait par la sortie  33 Niort-La Rochelle au nord-ouest de la commune et la sortie  34  Saint-Jean-d'Angély au sud-ouest.
Aulnay est traversée par l'ancien tracé de la RN 150, cette route nationale déplacée et déclassée en route départementale 950 reliait Poitiers à Royan.

### Communes limitrophes
| Saint-Georges-de-Longuepierre | La Villedieu  | Saint-Mandé-sur-Brédoire |
| Nuaillé-sur-Boutonne          | Aulnay        | Contré                   |
| Paillé                        | Cherbonnières | Villemorin               |

### Hydrographie
Le ruisseau de la Brédoire traverse la commune avant de se jeter dans la rivière Boutonne. Malgré ses 14,3 km, la Brédoire a submergé le centre d'Aulnay lors des inondations de décembre 1982. Le Palud se jette dans la Brédoire sur la commune, il en est le seul affluent. Le ruisseau de la Saudrenne qui prend sa source à Villemorin traverse le sud de la commune avant de se jeter lui aussi dans la Boutonne.

### Forêt
Le massif forestier d'Aulnay comprenait environ 4000 hectares avant d'être totalement dévasté lors de la seconde tempête de décembre 1999, la tempête Martin. Ce massif est depuis en complète reconstruction et fait partie des sites Natura 2000 de la Charente-Maritime.
Ce massif porte le nom d'Aulnay en référence à la Vicomté d'Aulnay mais ne s'étend plus sur la commune.

### Climat
La commune située à l'est du département de la Charente-Maritime possède un climat océanique. Vous pouvez retrouver plus d'informations sur le site de la station météo d'Aulnay.

## Urbanisme

### Typologie
Au 1er janvier 2024, Aulnay est catégorisée bourg rural, selon la nouvelle grille communale de densité à 7 niveaux définie par l'Insee en 2022.
Elle est située hors unité urbaine et hors attraction des villes,.

### Occupation des sols
L'occupation des sols de la commune, telle qu'elle ressort de la base de données européenne d’occupation biophysique des sols Corine Land Cover (CLC), est marquée par l'importance des territoires agricoles (92,9 % en 2018), en diminution par rapport à 1990 (94,1 %). La répartition détaillée en 2018 est la suivante : 
terres arables (81,9 %), zones agricoles hétérogènes (9,2 %), zones urbanisées (3,8 %), forêts (3,3 %), prairies (1,7 %). L'évolution de l’occupation des sols de la commune et de ses infrastructures peut être observée sur les différentes représentations cartographiques du territoire : la carte de Cassini (XVIIIe siècle), la carte d'état-major (1820-1866) et les cartes ou photos aériennes de l'IGN pour la période actuelle (1950 à aujourd'hui).

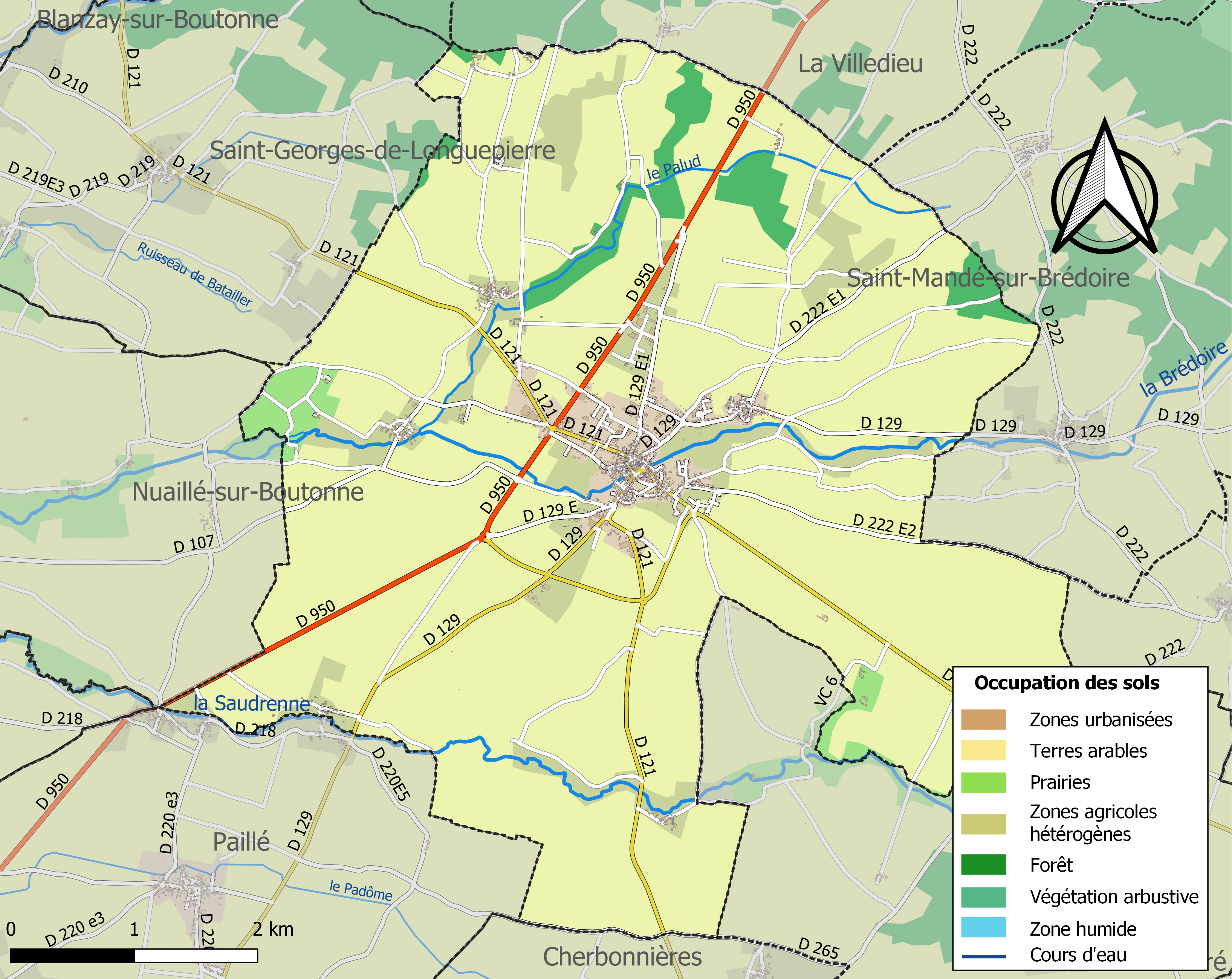
Carte des infrastructures et de l'occupation des sols de la commune en 2018 (CLC).

### Risques majeurs
Le territoire de la commune d'Aulnay est vulnérable à différents aléas naturels : météorologiques (tempête, orage, neige, grand froid, canicule ou sécheresse), inondations, mouvements de terrains et séisme (sismicité modérée). Il est également exposé à un risque technologique, le transport de matières dangereuses. Un site publié par le BRGM permet d'évaluer simplement et rapidement les risques d'un bien localisé soit par son adresse soit par le numéro de sa parcelle.

#### Risques naturels
Certaines parties du territoire communal sont susceptibles d’être affectées par le risque d’inondation par débordement de cours d'eau, notamment la Brédoire et la Saudrenne. La commune a été reconnue en état de catastrophe naturelle au titre des dommages causés par les inondations et coulées de boue survenues en 1982, 1999 et 2010,.

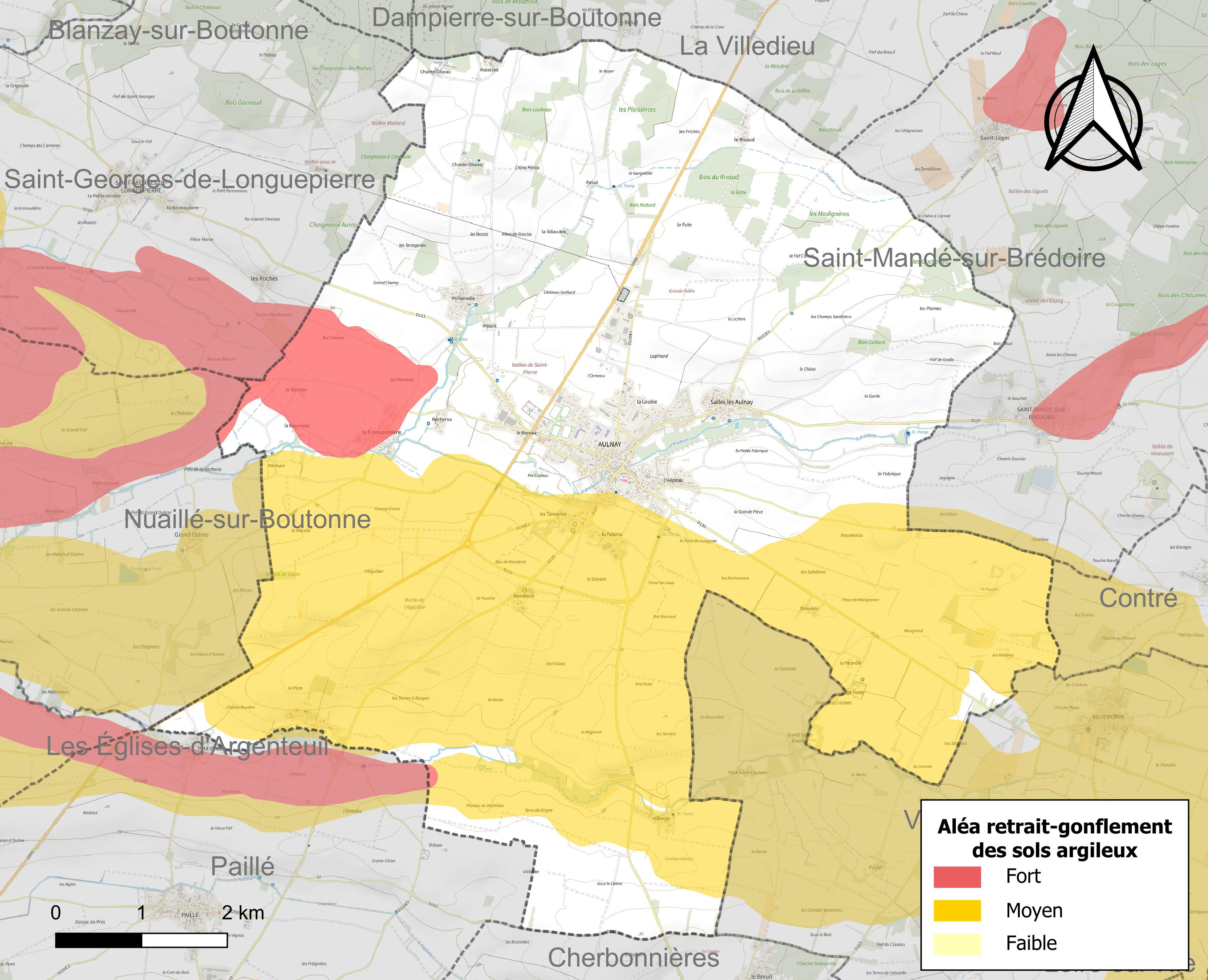
Carte des zones d'aléa retrait-gonflement des sols argileux d'Aulnay.

Les mouvements de terrains susceptibles de se produire sur la commune sont des tassements différentiels.
Le retrait-gonflement des sols argileux est susceptible d'engendrer des dommages importants aux bâtiments en cas d’alternance de périodes de sécheresse et de pluie. 46 % de la superficie communale est en aléa moyen ou fort (54,2 % au niveau départemental et 48,5 % au niveau national). Sur les 866 bâtiments dénombrés sur la commune en 2019, 129 sont en aléa moyen ou fort, soit 15 %, à comparer aux 57 % au niveau départemental et 54 % au niveau national. Une cartographie de l'exposition du territoire national au retrait gonflement des sols argileux est disponible sur le site du BRGM,.
Par ailleurs, afin de mieux appréhender le risque d’affaissement de terrain, l'inventaire national des cavités souterraines permet de localiser celles situées sur la commune.
Concernant les mouvements de terrains, la commune a été reconnue en état de catastrophe naturelle au titre des dommages causés par des mouvements de terrain en 1999 et 2010.

#### Risques technologiques
Le risque de transport de matières dangereuses sur la commune est lié à sa traversée par une ou des infrastructures routières ou ferroviaires importantes ou la présence d'une canalisation de transport d'hydrocarbures. Un accident se produisant sur de telles infrastructures est susceptible d’avoir des effets graves sur les biens, les personnes ou l'environnement, selon la nature du matériau transporté. Des dispositions d’urbanisme peuvent être préconisées en conséquence.

## Toponymie
Le nom de la localité est attesté sous les formes Aunedonacum (itinéraire d'Antonin), de Odenaco vers 973 ou en 951, Audeniaco en 970, Oënacensis en 1071, Oenai au XIe siècle, de Oënaio en 1116, Oniaco au XIIe siècle ; Aunay, Hanoy, Aulnay au XVIIIe siècle.
Aunedonacum est un nom celtique formé de Aunedon et du suffixe -acum (courant dans les toponymes, et ayant évolué en -ay, -y, -é, etc.). Le premier élément du mot peut représenter l'anthroponyme gaulois Aunedo-, ou un nom de personne gallo-romain *Aunedonnus, ou encore un appellatif descriptif formé avec *Auno, de sens inconnu, et -edon, signifiant « surface, espace » (Cantedum, rapporté par les auteurs latins sous la graphie candetum, représente une surface de 100 pieds de côtés. Taruedum, situé par Ptolémée en Grande Bretagne, désigne un enclos à taureaux).
La forme actuelle du nom, Aulnay, résulte d'une imitation tardive du nom d'autres communes appelées également Aulnay mais dont l'étymologie n'a rien à voir : ces dernières évoquent l'aulnaie, lieu où poussent des aulnes (ou aunes, arbres des lieux humides), leur nom est formé sur le latin alnus « aulne » avec le suffixe collectif -ētum.
D'ailleurs, la commune se situe dans une large zone au sud de la Loire où s'est conservé l'ancien français vergne ou verne pour désigner l'aulne, mot issu du gaulois *verno-.,. La forme dialectale locale de l'aulnaie est veurgnée (vrgnàie en graphie normalisée de l'UPCP), celle du nom de la commune Auné [one̝:],
Le L a ét inséré ponctuellement dans le nom d'Aulnay à partir du XVIIIe siècle  mais c'est encore Aunay.qui figure sur la Carte de Cassini. L'orthographe Aulnay a été fixée en 1875.

## Histoire

### Aulnay pendant l'Empire romain
Autrefois appelée Aunedonnacum, dans l'itinéraire d'Antonin et Auedonnaco sur la table de Peutinger, c'était une station gallo-romaine sur l'importante voie romaine impériale entre Saintes et Poitiers, et peut-être entre Saintes et Lyon avant qu'une voie plus directe, la Via Agrippa, soit tracée.
La photographie aérienne prise par l'archéologue aérien Jacques Dassié et les fouilles archéologiques ont révélé la présence d'un remarquable camp romain, situé au lieu-dit Rocherou. Ce castrum aurait été créé pour des raisons stratégiques vers l'an 21 ap. J.-C., puis abandonné vers l'an 43 ap. J.-C.. Sa construction est réalisée sur le modèle des camps romains de la conquête de la Germanie sous le principat d'Auguste (le long de la Lippe), également modèle des camps de la rive gauche du Rhin (limes), du fait de la présence attestée de légions déplacées de Magna Germania. On y a trouvé plusieurs inscriptions romaines.
La photographie aérienne a également révélé l'existence d'un temple gallo-romain (fanum) monumental à cella polygonale et péribole, preuve de l'existence d'une importante ville gallo-romaine.

### Aulnay au Moyen Âge

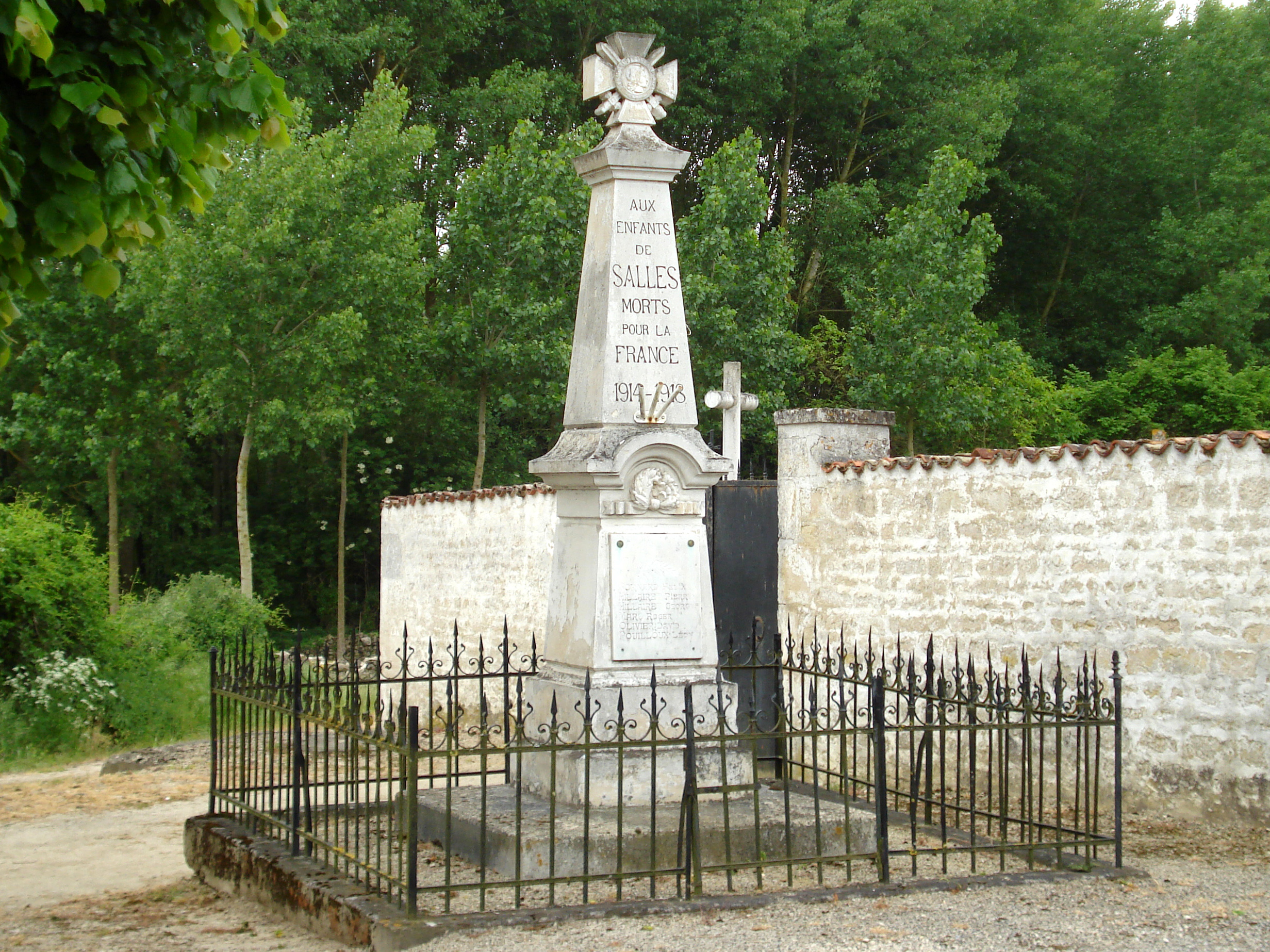
Le monument aux morts de Salles-lès-Aulnay.

Chef-lieu d'une juridiction fiscale, Aulnay était déjà le siège d'une seigneurie en 925, comme le prouve la donation faite par Cadelon Ier à plusieurs abbayes.
Les vicomtes d'Aulnay (vicomtes d'Aunay), qui furent la souche d'autres familles seigneuriales du Poitou et de la Saintonge, habitaient un château, démoli en 1818, et dont une tour subsiste encore,.

### Aulnay à l'époque contemporaine
Par arrêté préfectoral du 12 décembre 1973, la commune de Salles-lès-Aulnay a fusionné avec la commune d'Aulnay.

## Politique et administration

### Liste des maires

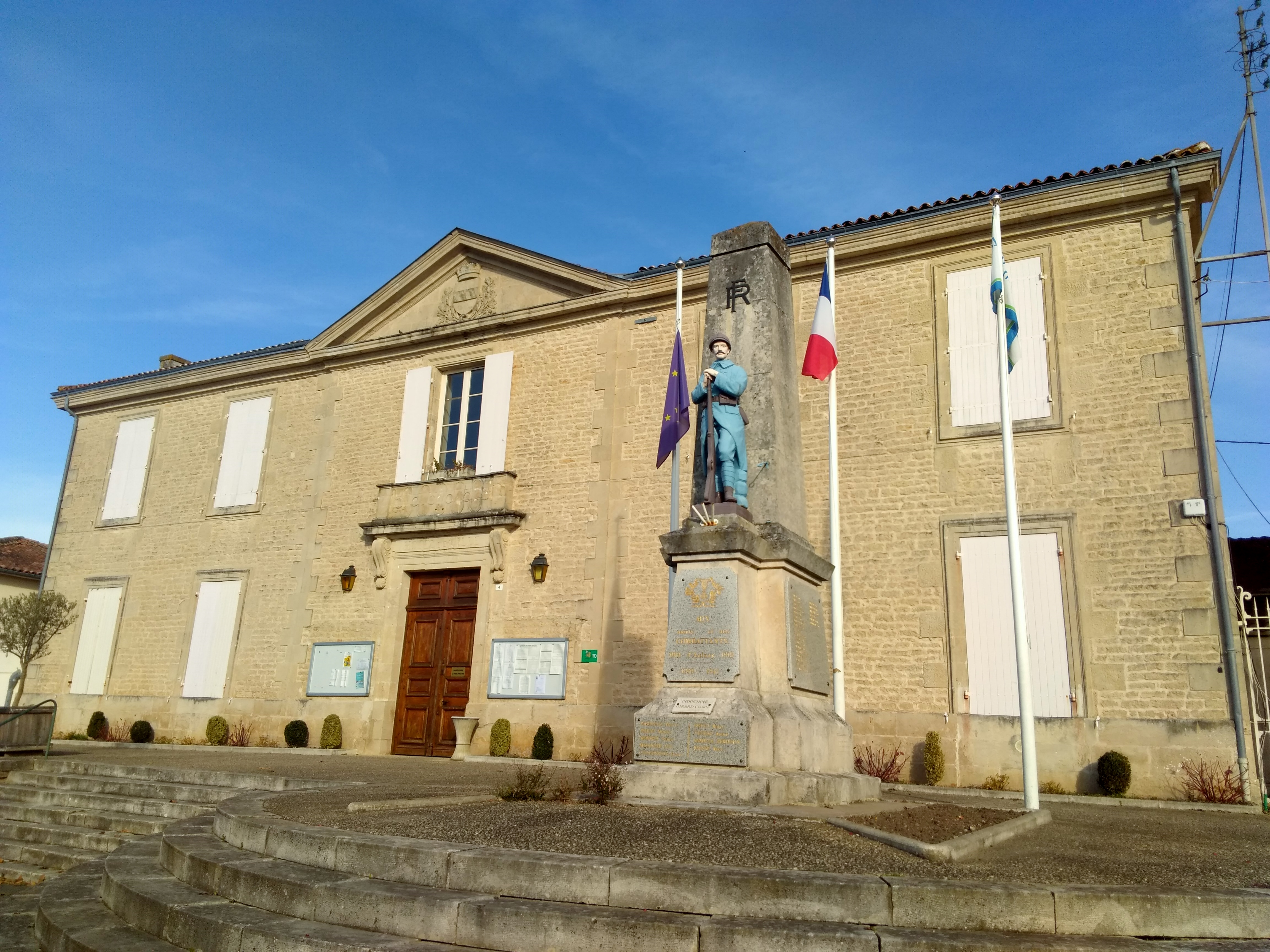
La mairie et le monument aux morts.

| Période | Période  | Identité             | Étiquette | Qualité                              |
| ------- | -------- | -------------------- | --------- | ------------------------------------ |
| 1920    | 1929     | Roger Chapeaud       | Rad.      | Médecin, conseiller général          |
| 1929    | 1933     |                      |           |                                      |
| 1933    | 1967     | Roger Chapeaud       | RGR       | Conseiller général                   |
| 1967    | 1989     | Pierre Chapeaud      | DVD       | Conseiller général                   |
| 1989    | 2001     | Bernadette Guillard  | UDF       | Conseillère générale                 |
| 2001    | 2014     | Jean-Mary Collin     |           |                                      |
| 2014    | 2020     | Charles Bellaud      |           | Retraité                             |
| 2020    | En cours | Stéphane Chedouteaud | DVD       | Conseiller départemental depuis 2021 |

### Jumelages
La commune n'est pas encore jumelée.

## Démographie

### Évolution démographique
Les habitants sont appelés les Aulnaysiens.

L'évolution du nombre d'habitants est connue à travers les recensements de la population effectués dans la commune depuis 1793. Pour les communes de moins de 10 000 habitants, une enquête de recensement portant sur toute la population est réalisée tous les cinq ans, les populations de référence des années intermédiaires étant quant à elles estimées par interpolation ou extrapolation. Pour la commune, le premier recensement exhaustif entrant dans le cadre du nouveau dispositif a été réalisé en 2008.

En 2022, la commune comptait 1 359 habitants, en évolution de −2,51 % par rapport à 2016 (Charente-Maritime : +4,04 %, France hors Mayotte : +2,11 %).
| 1793  | 1800  | 1806  | 1821  | 1831  | 1836  | 1841  | 1846  | 1851  |
| ----- | ----- | ----- | ----- | ----- | ----- | ----- | ----- | ----- |
| 1 301 | 1 250 | 1 368 | 1 343 | 1 525 | 1 754 | 1 750 | 1 736 | 1 809 |

| 1856  | 1861  | 1866  | 1872  | 1876  | 1881  | 1886  | 1891  | 1896  |
| ----- | ----- | ----- | ----- | ----- | ----- | ----- | ----- | ----- |
| 1 874 | 2 005 | 2 040 | 1 980 | 1 955 | 1 950 | 1 817 | 1 780 | 1 779 |

| 1901  | 1906  | 1911  | 1921  | 1926  | 1931  | 1936  | 1946  | 1954  |
| ----- | ----- | ----- | ----- | ----- | ----- | ----- | ----- | ----- |
| 1 675 | 1 540 | 1 598 | 1 443 | 1 455 | 1 436 | 1 487 | 1 404 | 1 385 |

| 1962  | 1968  | 1975  | 1982  | 1990  | 1999  | 2006  | 2008  | 2013  |
| ----- | ----- | ----- | ----- | ----- | ----- | ----- | ----- | ----- |
| 1 471 | 1 382 | 1 509 | 1 503 | 1 462 | 1 507 | 1 467 | 1 456 | 1 415 |

| 2018  | 2022  | - | - | - | - | - | - | - |
| ----- | ----- | - | - | - | - | - | - | - |
| 1 344 | 1 359 | - | - | - | - | - | - | - |

### Pyramide des âges
La population de la commune est relativement âgée.
En 2018, le taux de personnes d'un âge inférieur à 30 ans s'élève à 23,2 %, soit en dessous de la moyenne départementale (29 %). À l'inverse, le taux de personnes d'âge supérieur à 60 ans est de 43,9 % la même année, alors qu'il est de 34,9 % au niveau départemental.
En 2018, la commune comptait 645 hommes pour 699 femmes, soit un taux de 52,01 % de femmes, légèrement inférieur au taux départemental (52,15 %).
Les pyramides des âges de la commune et du département s'établissent comme suit.
| Hommes | Classe d’âge | Femmes |
| ------ | ------------ | ------ |
| 1,6    | 90 ou +      | 3,6    |
| 13,5   | 75-89 ans    | 16,7   |
| 27,1   | 60-74 ans    | 25,2   |
| 20,5   | 45-59 ans    | 22,3   |
| 11,8   | 30-44 ans    | 11,2   |
| 11,9   | 15-29 ans    | 8,9    |
| 13,6   | 0-14 ans     | 12,2   |

| Hommes | Classe d’âge | Femmes |
| ------ | ------------ | ------ |
| 1,1    | 90 ou +      | 2,6    |
| 10,1   | 75-89 ans    | 12,6   |
| 22     | 60-74 ans    | 23,2   |
| 20,1   | 45-59 ans    | 19,7   |
| 16,1   | 30-44 ans    | 15,6   |
| 15,2   | 15-29 ans    | 12,7   |
| 15,4   | 0-14 ans     | 13,6   |

## Économie
- Une ancienne desserte ferroviaire

La Compagnie de chemins de fer départementaux exploitait le  réseau des Charentes et Deux-Sèvres dont une ligne   traversait la commune et le canton d'Aulnay. Il s'agissait de la ligne Saint-Jean-d'Angély - Saint-Saviol (1896 - 1951). Les premières locomotives utilisées étaient produites par la société Cail.
Les locaux de l'ancienne gare ont été affectés à la subdivision d'Aulnay de la Direction départementale de l'Équipement en 1954.

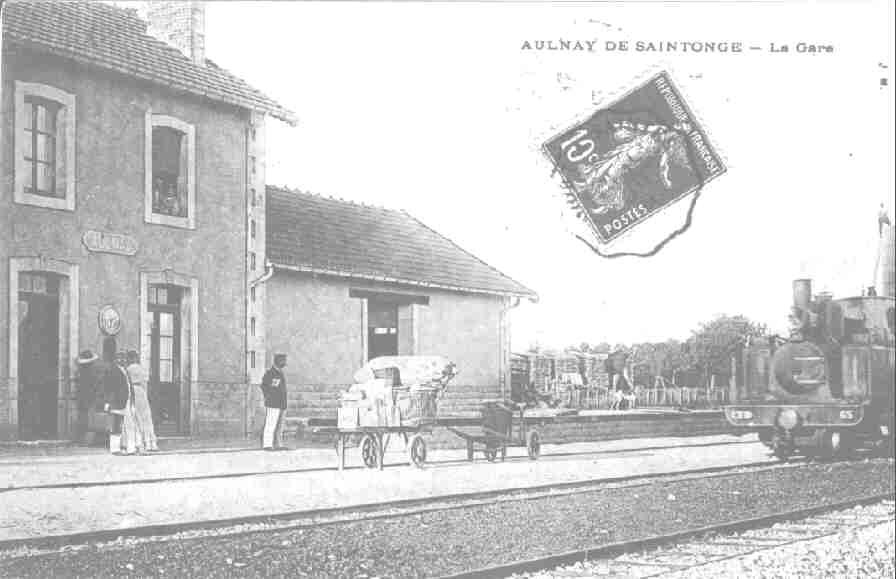
La gare.
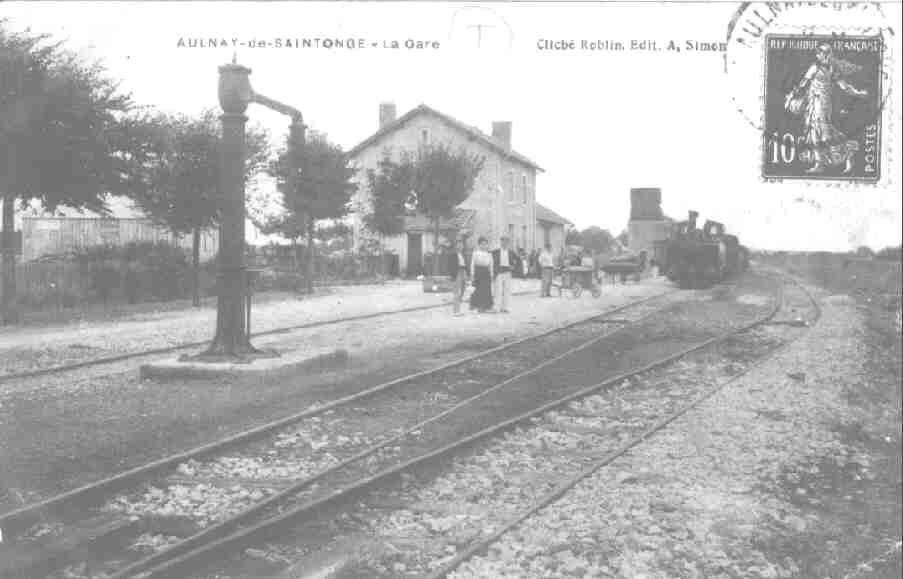
La gare.
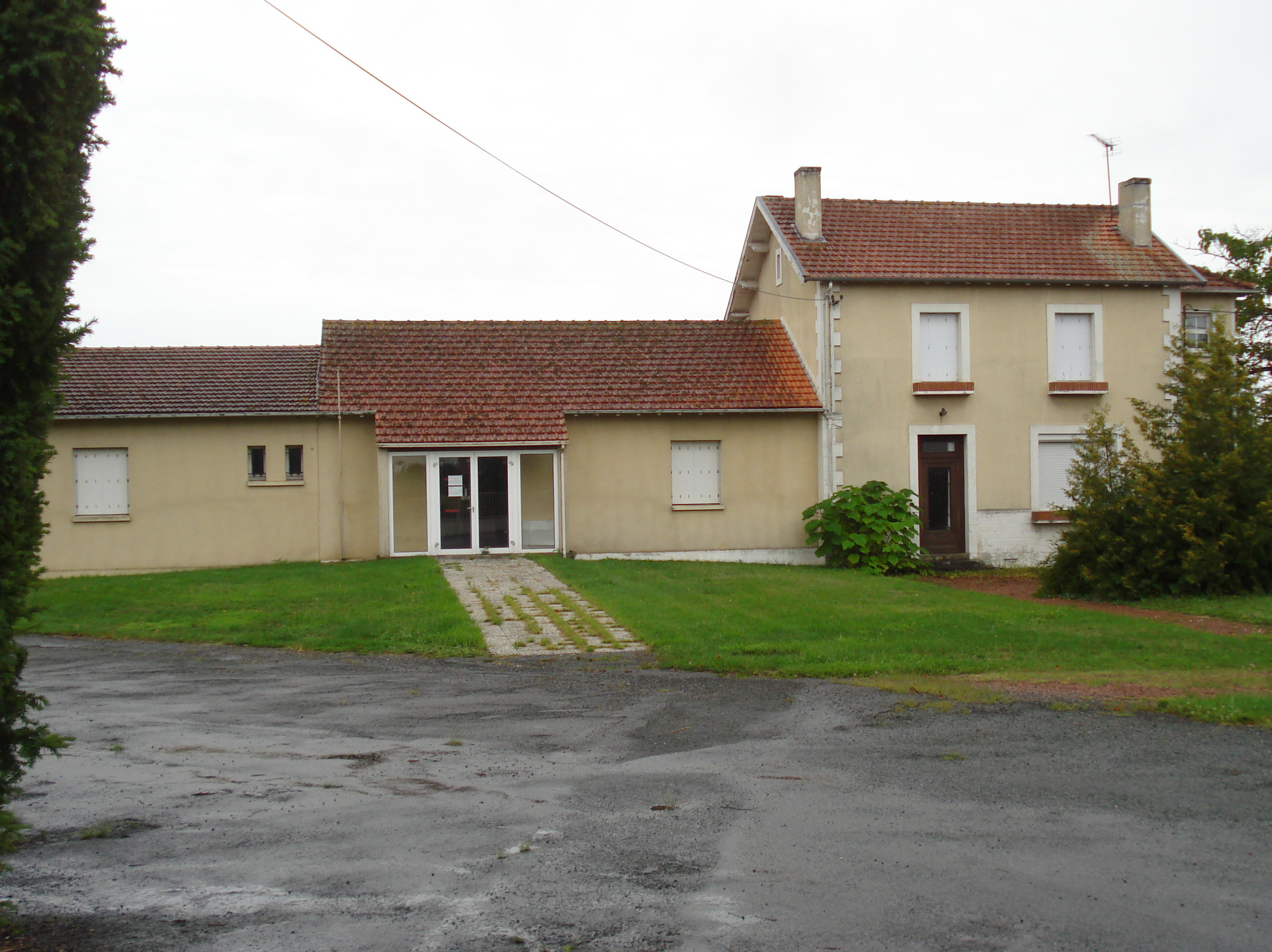
L'ancienne gare en 2011.

- L'usine de charrues agricoles Goizin

L'usine Goizin a été pendant longtemps le principal employeur industriel de la commune. Robert Goizin a tout d'abord créé un atelier d'entretien et de pièces de rechange pour le matériel agricole ainsi qu'un magasin d'exposition.
Durant les années 1950, il s'orienta avec succès vers la fabrication de charrues. L'évolution de la puissance des tracteurs a permis une croissance importante dans les années 1970. L'entreprise a employé jusqu'à 80 ouvriers jusque vers la fin du siècle dernier.
Depuis 2005, et après des années difficiles, l'entreprise appartient au groupe Eurotechnics Agri mais elle demeure toujours active à Aulnay.

## Équipements et services

### Enseignement

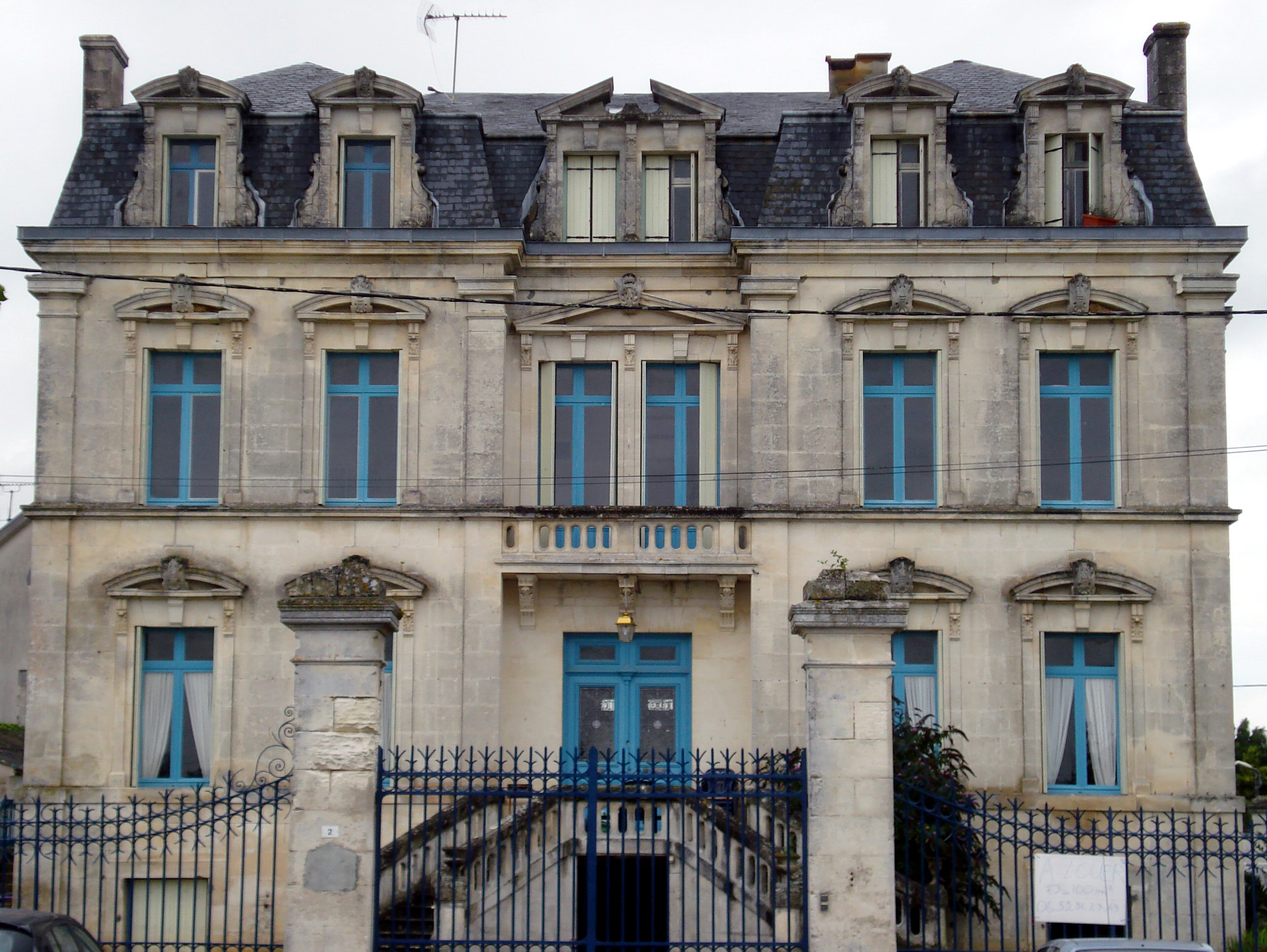
L'ancienne école des filles.

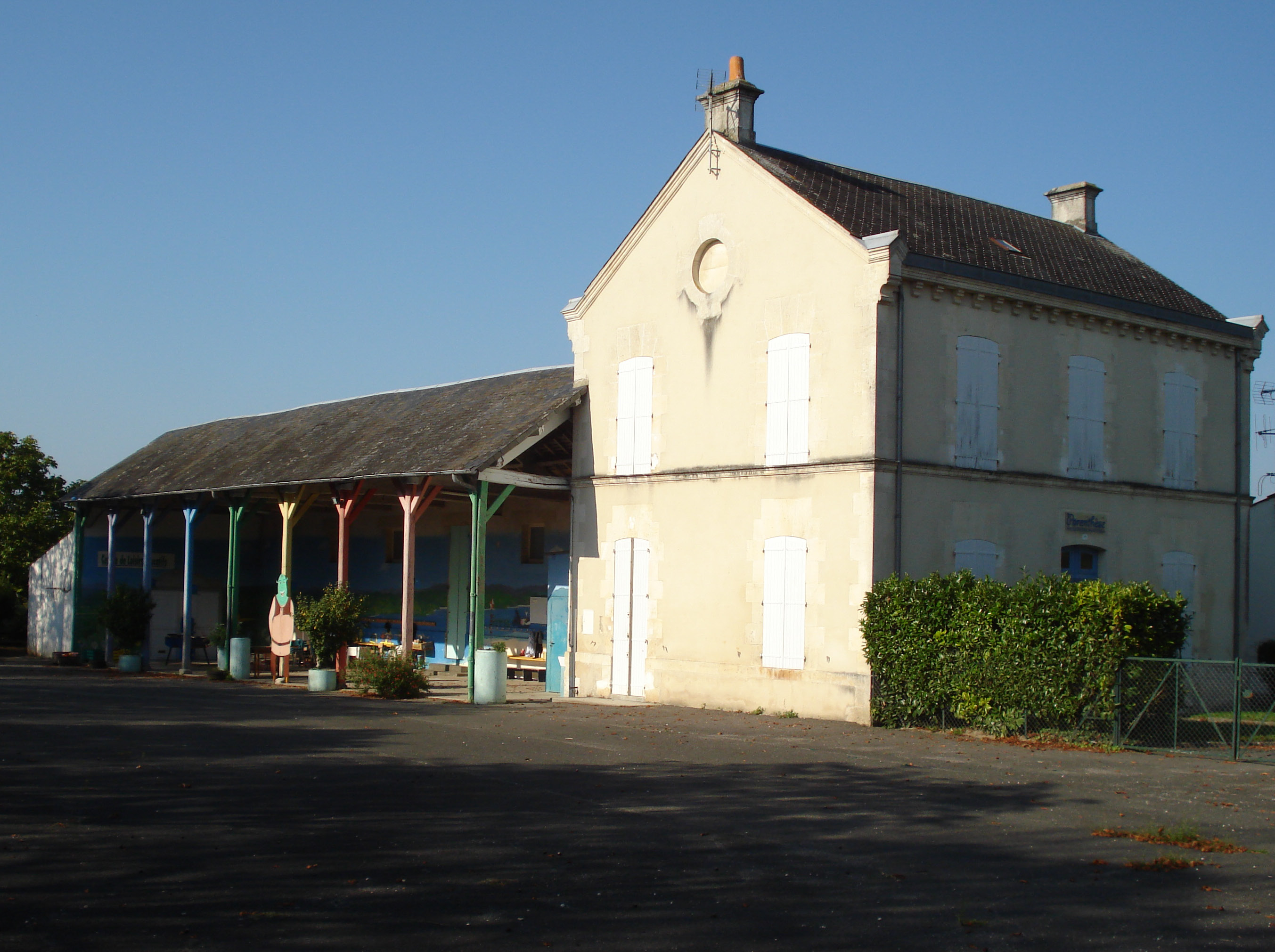
L'ancienne école des garçons.

La commune possède un groupe scolaire rassemblant une école maternelle et une école primaire situé rue du 19 mars 1962 dans le bourg. Cette école regroupe l'ensemble des classes qui étaient auparavant séparées géographiquement entre l'école des filles et l'école des garçons. Même si ces noms marquaient une séparation des deux sexes jusqu'aux années 1960, les deux écoles ont conservé leurs noms, malgré la mixité, jusqu'à la construction de la nouvelle école dans les années 1990. L'ancienne école des filles qui abritait la maternelle et quatre classes jusqu'au CE2 est redevenue un hôtel particulier alors que l'ancienne école des garçons qui abritait trois classes du CE2 au CM2 est devenue le centre de loisir de la commune.
L'école des garçons a toutefois évolué une première fois au début des années 1970 puisqu'elle se trouvait rue de Salles avant de déménager à proximité du collège.
Le collège de l'enseignement secondaire, établissement public de création récente, est situé près du site de la célèbre église d'Aulnay, il rassemble à la rentrée 2010 quelque 252 élèves encadrés par un corps professoral de 22 enseignants.

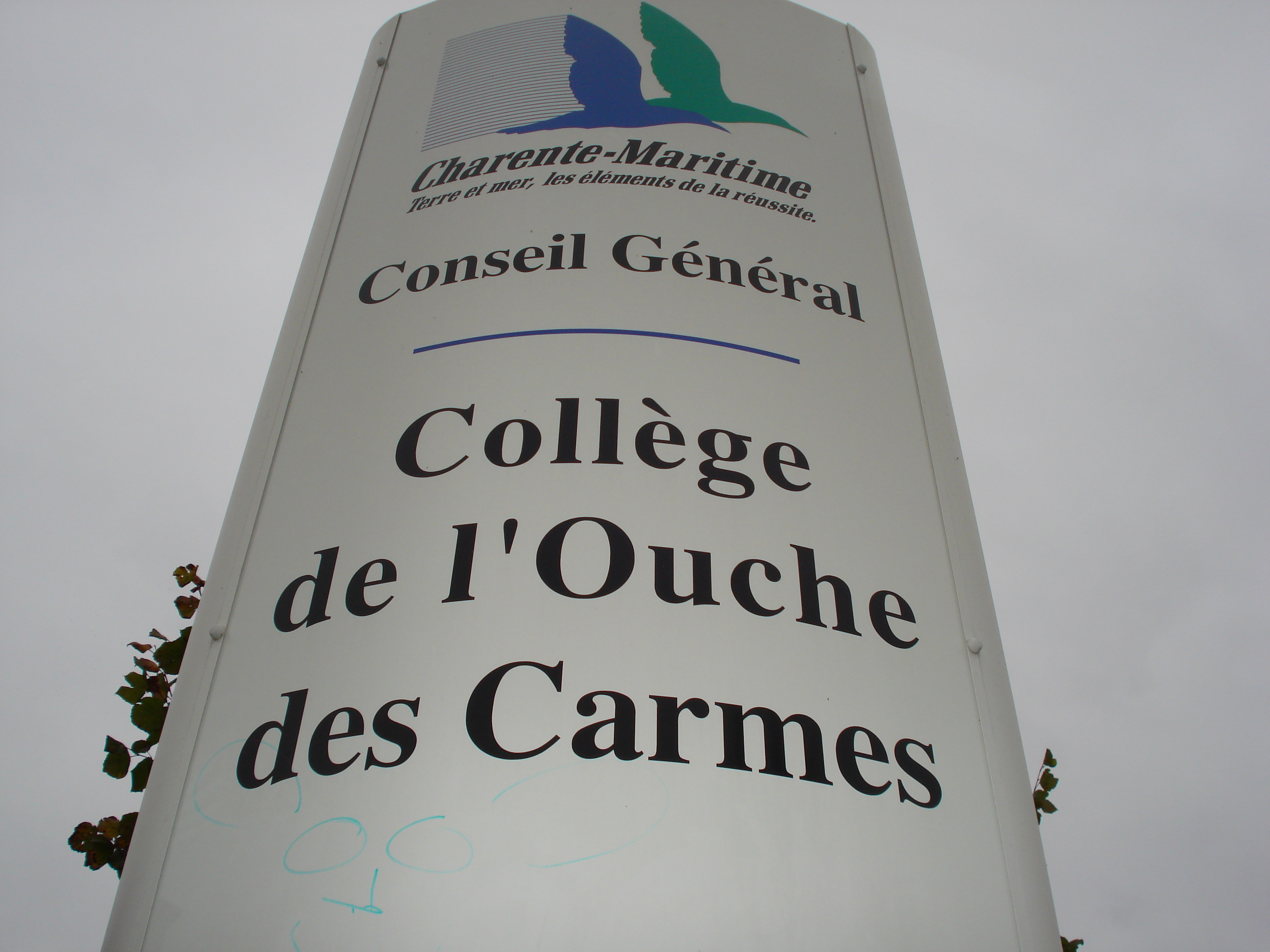
Le collège.
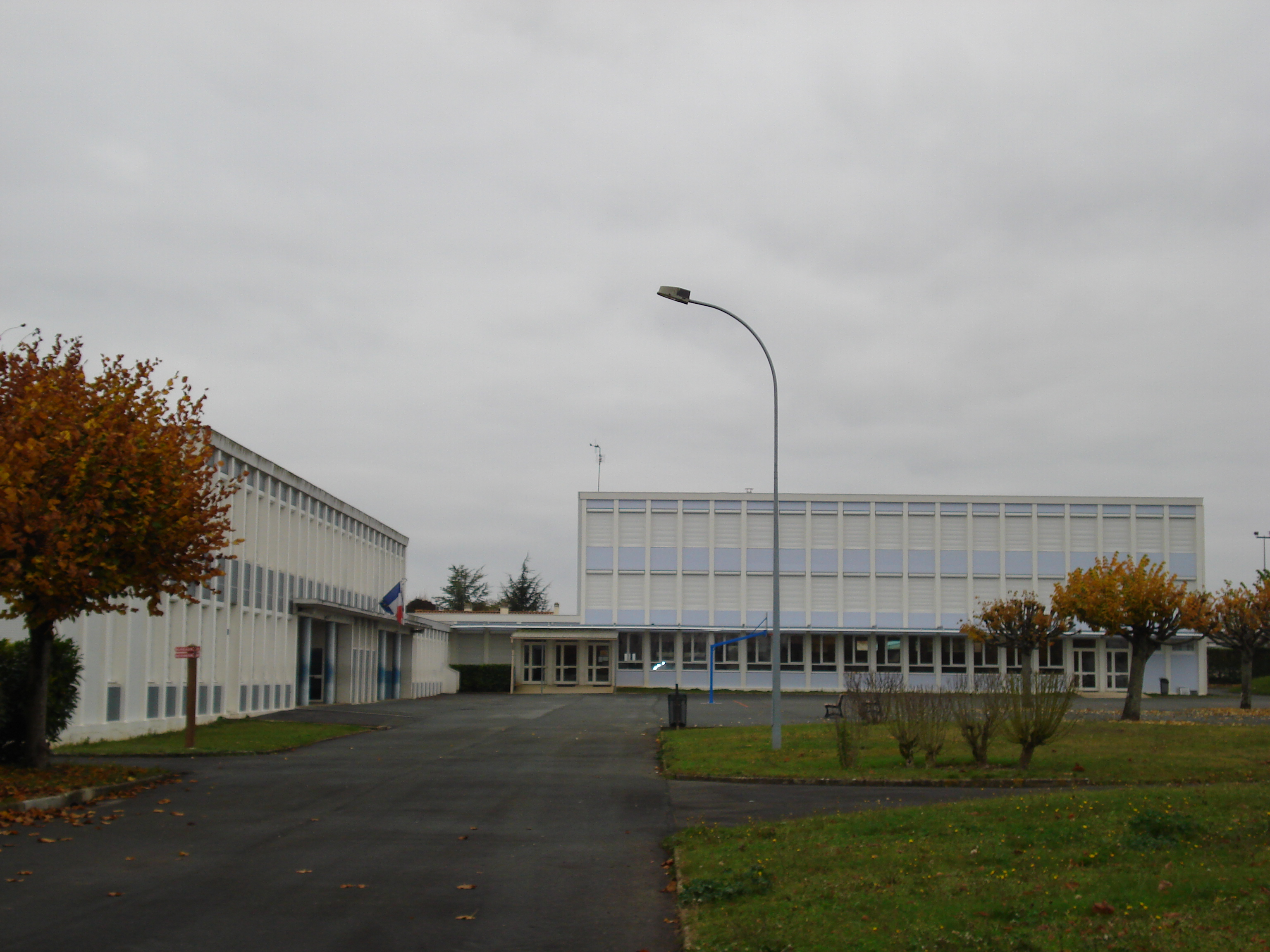
Le collège.

### Services de la santé

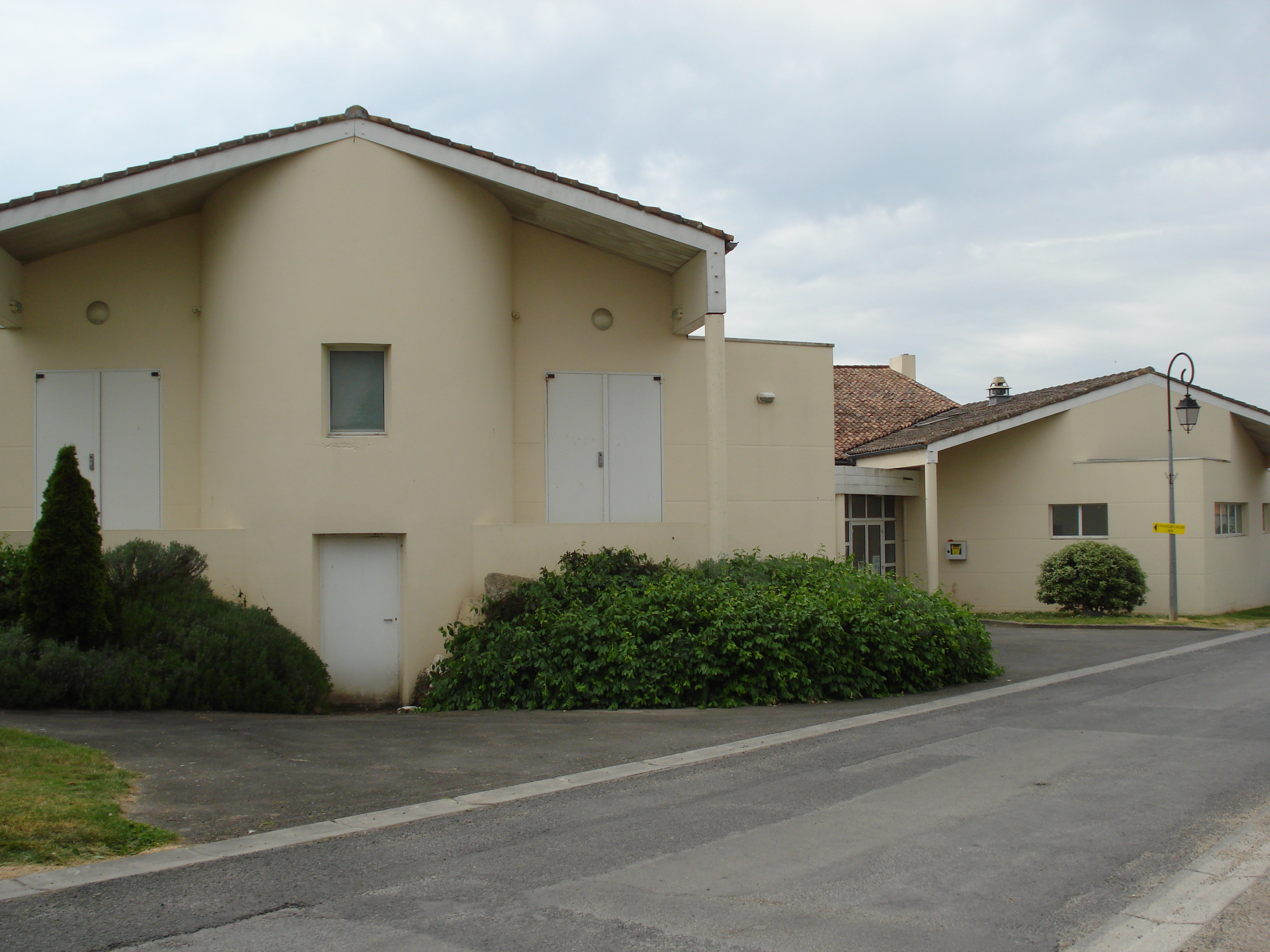
La salle municipale.

Aulnay dispose d'un certain nombre de services dans les secteurs médical, paramédical et médico-social qui en font un chef-lieu de canton relativement bien équipé dans ce domaine en Charente-Maritime.
- Les services médicaux

La commune dispose de trois cabinets médicaux où les médecins généralistes exercent tous dans le centre-bourg d'Aulnay.
Deux cabinets dentaires y sont également présents.
Aulnay ne dispose d'aucuns médecins spécialistes, les habitants vont habituellement consulter ceux situés à Saint-Jean-d'Angély.
De plus, Aulnay n'est pas équipée d'un centre de radiologie médicale ou IRM, la commune comme l'ensemble de son canton dépendent de Saint-Jean-d'Angély pour ce type de prestation.
Si le centre hospitalier le plus proche est celui de Saint-Jean-d'Angély pour les interventions les plus banales, Aulnay et son canton dépendent en fait du Centre Hospitalier de Saintonge situé à Saintes, à plus d'une quarantaine de kilomètres au sud-ouest, ce dernier offrant une palette extrêmement étendue de soins, étant le plus grand hôpital de toute la partie centrale du département de la Charente-Maritime.
- Les services paramédicaux

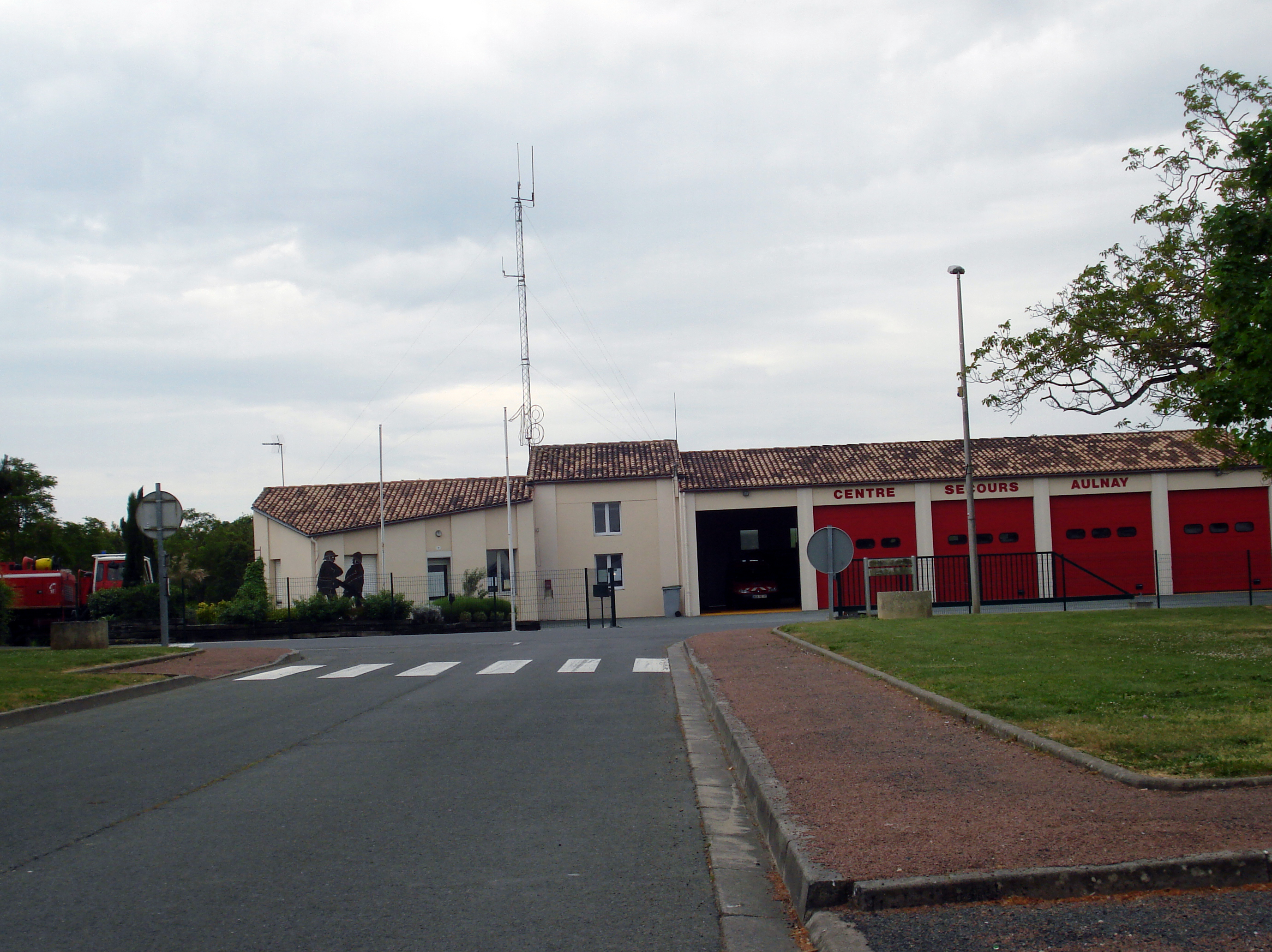
Le centre de secours.

Dans ce domaine, Aulnay possède une gamme un peu plus élargie de services. Ainsi, le chef-lieu de canton dispose-t-il d'un centre en soins infirmiers dans le bourg et d'un cabinet dans un écart de la commune, de deux cabinets de kinésithérapie et d'un cabinet d'orthophoniste.
À cela s'ajoutent deux pharmacies et un opticien-lunettier. La commune ne dispose pas d'un laboratoire d'analyses médicales, le plus proche étant situé à Saint-Jean-d'Angély.
Deux services d’ambulanciers sont implantés dans le bourg d'Aulnay et interviennent sur l'ensemble du canton d'Aulnay.
Aulnay est également équipée d'un centre de secours où les sapeurs-pompiers sont habilités à intervenir dans les situations d'urgence. Ce centre, qui relève du SDIS de la Charente-Maritime, dépend plus précisément du Centre de secours principal de Saint-Jean-d'Angély.
Une clinique vétérinaire y est en activité et exerce ses services sur l'ensemble du canton d'Aulnay.
- Les services médico-sociaux

Aulnay est équipée d'un établissement public de retraite où 43 chambres sont aménagées dans un foyer-logement situé dans le bourg.

### Sports
Le football reste le sport phare de la commune avec un club de niveau régional, l'US Aulnay, qui fut en 1976 au palmarès du Challenge Centre-Ouest. L'équipe junior a connu son instant de gloire en atteignant la poule qualificative pour les 16e de finale de la Coupe Gambardella durant la saison 1991-1992 (poule comprenant aussi le FC Nantes, les Chamois niortais et La Berrichonne de Chateauroux)
D'autres sports sont dignement représentés comme le tir à l'arc avec le club des Archers du Donjon ou encore le handball.
Le Futsal prends également de l'ampleur dans la commune depuis la création du club en 2009 par un natif d'Aulnay, Guillaume Connan et 2 copains à lui. L'AJ Aulnay Futsal évolue désormais en Championnat de France de Futsal AFF (Association Française de Futsal) sous l'égide de l'AMF (Association mondiale de Futsal). Il a participé pour la première fois de son histoire à la Coupe d'Europe de Futsal EFA, à Vitoria-Gasteiz en Espagne en juin 2017.

## Culture locale et patrimoine

### Lieux et monuments
- Église Saint-Pierre-de-la-Tour, du XIIe siècle d'inspiration romane saintongeaise, sûrement une des plus belles églises romanes existantes. Sa façade exprime le Sermon Saintongeais.

Elle est classée monument historique depuis 1840 et dans le cadre du classement des Chemins de Compostelle sur le territoire français, cette église est classée au patrimoine mondial de l'UNESCO.
Il est difficile d'expliquer pourquoi cette belle église romane consacrée à saint Pierre, se trouve aussi éloignée du bourg; sa construction est peut-être liée à l'emplacement d'un ancien cimetière situé au bord de la voie romaine.
L'édifice qui l'a précédé appartient, à la fin du XIe siècle, à l'abbaye Saint-Cyprien de Poitiers, qui a reçu, vers 1045, une partie des droits de sépulture et des offrandes de cire appartenant à l'église, comme le prouve une donation de Ranulfe Rabiole. Pierre II, évêque de Poitiers, confirme, vers 1100, la propriété de l'église au monastère, et le pape Calixte II imite son exemple en 1119. Mais, en 1135, la cure appartient au chapitre de la cathédrale de Poitiers, qui conservera le droit de présentation jusqu'à la Révolution. Des bulles, datées de 1149 et de 1157, énumèrent également l'église d'Aulnay dans la liste des biens des chanoines qui la font rebâtir à leurs frais. Pour découvrir ce joyau de l'Art roman, l'Office de Tourisme Saintonge Dorée vous propose des visites guidées hebdomadaires en saison estivale et toute l'année sur simple demande.

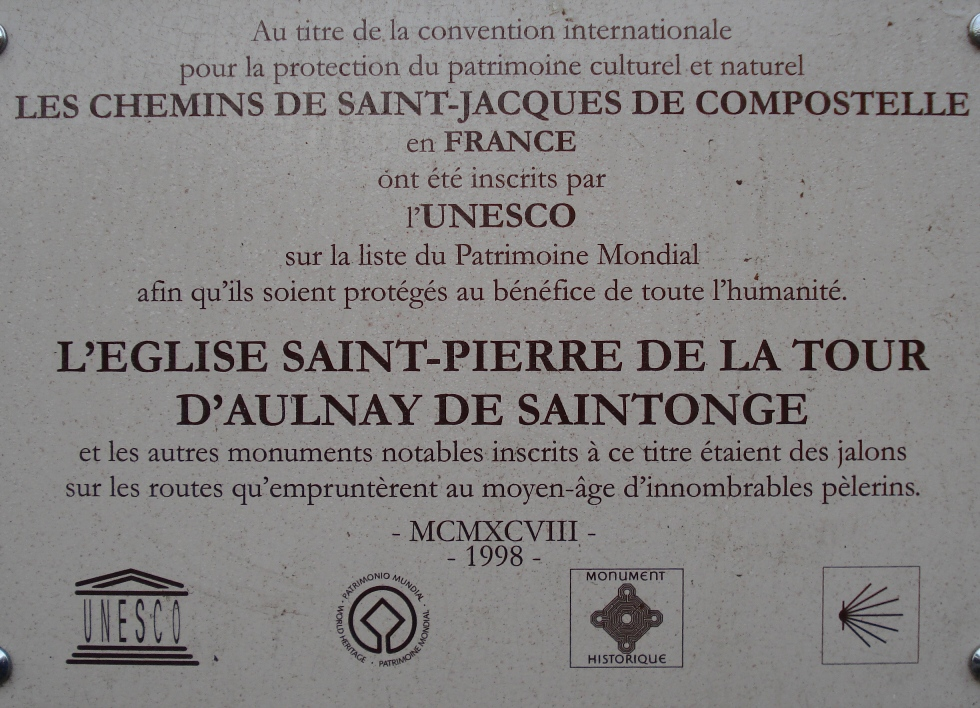
La plaque.
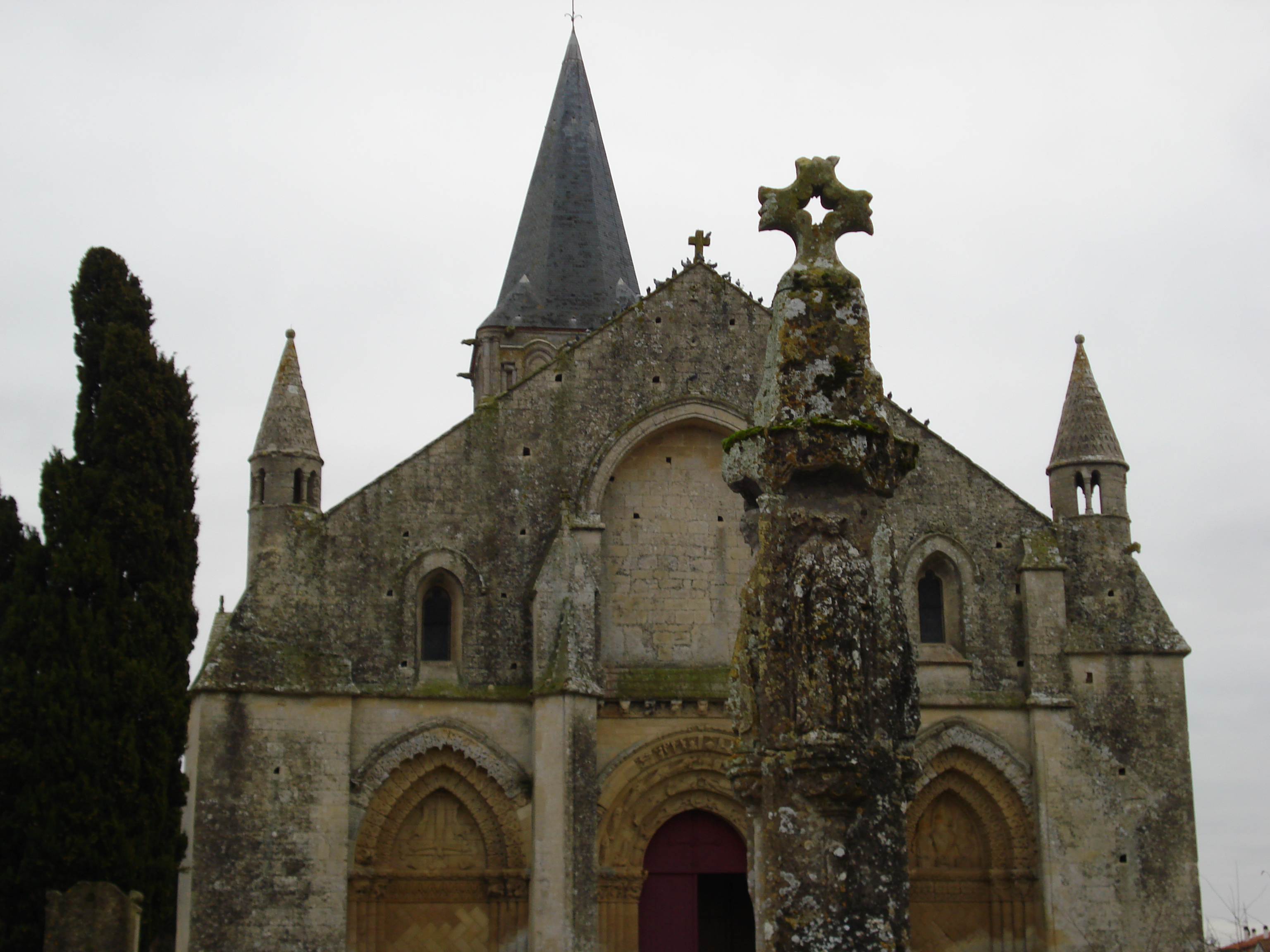
L'église et la croix hosannière.
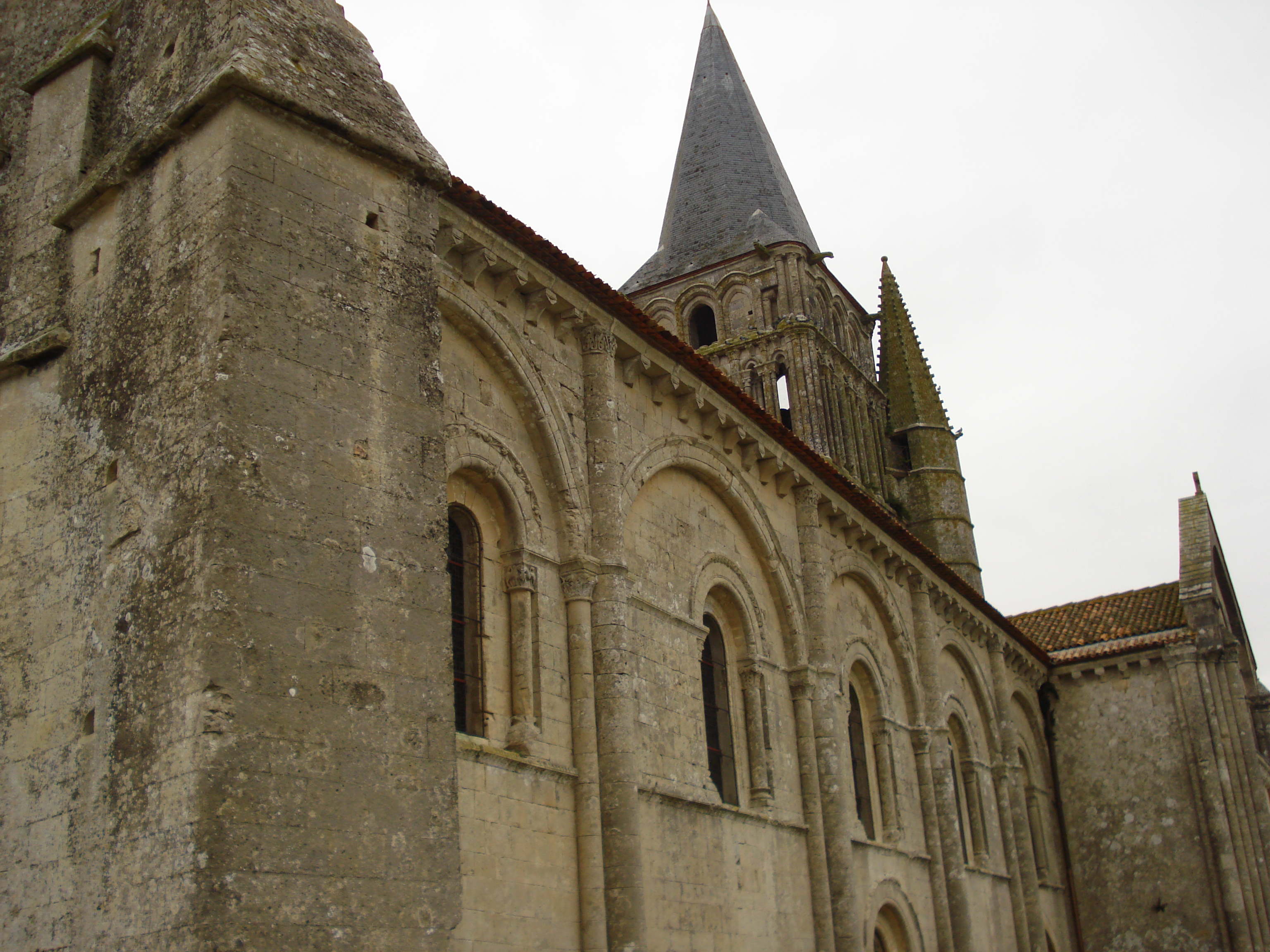
Le côté sud.
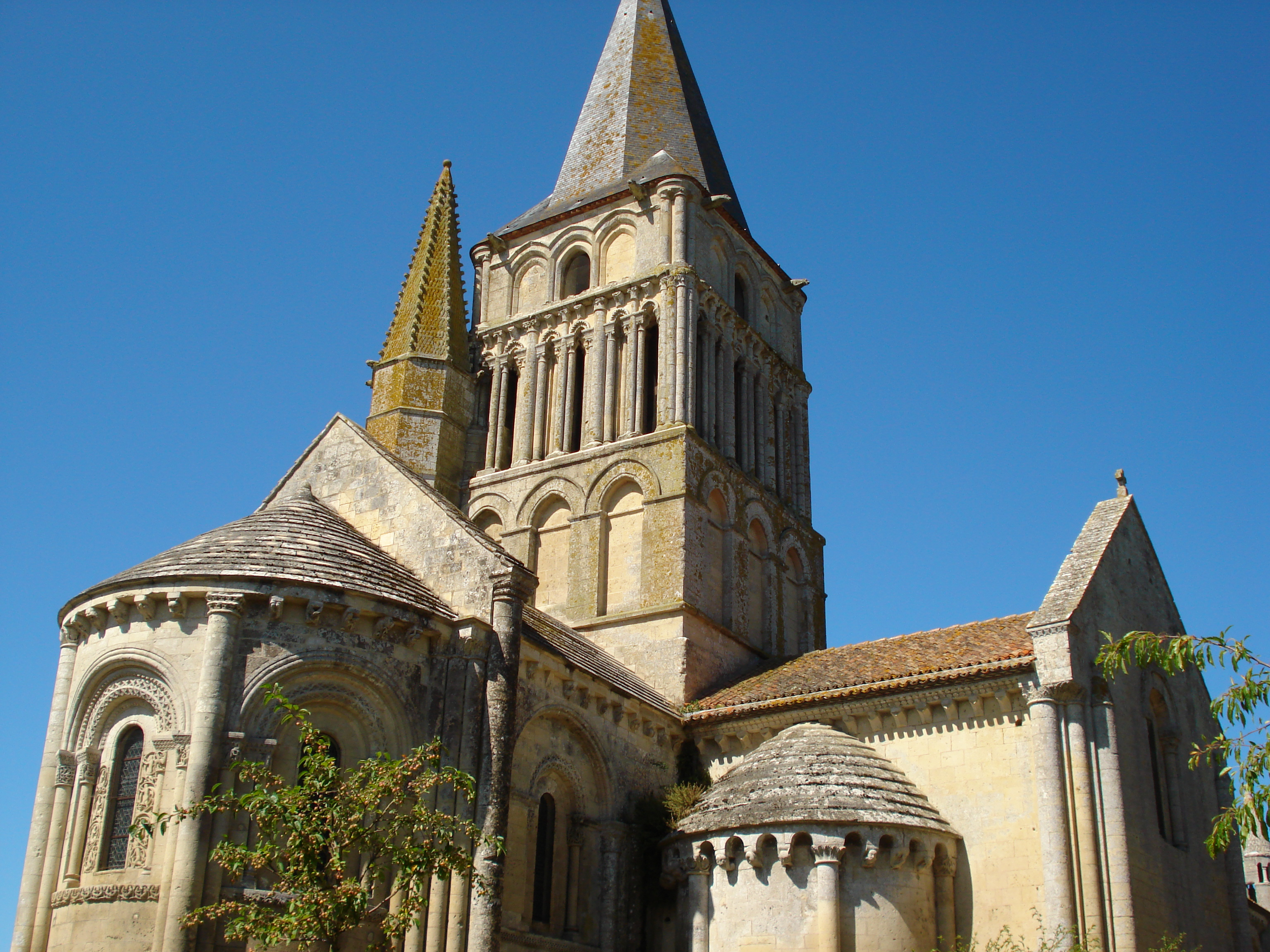
Le clocher.

- Croix hosannière du XIVe siècle, dans l'ancien cimetière entourant l'église Saint-Pierre, inscrite à l'inventaire des monuments historiques depuis le 20 mars 1929[39].
- Église Notre-Dame (église de Salles-lès-Aulnay), des XIIe et XVe siècles, classée monument historique depuis le 22 octobre 1913[40].

- Une tour rappelle la présence du château d'Aulnay rasé en 1840
- Colombier comprenant 2 000 niches ou boulins, dernièrement restauré.

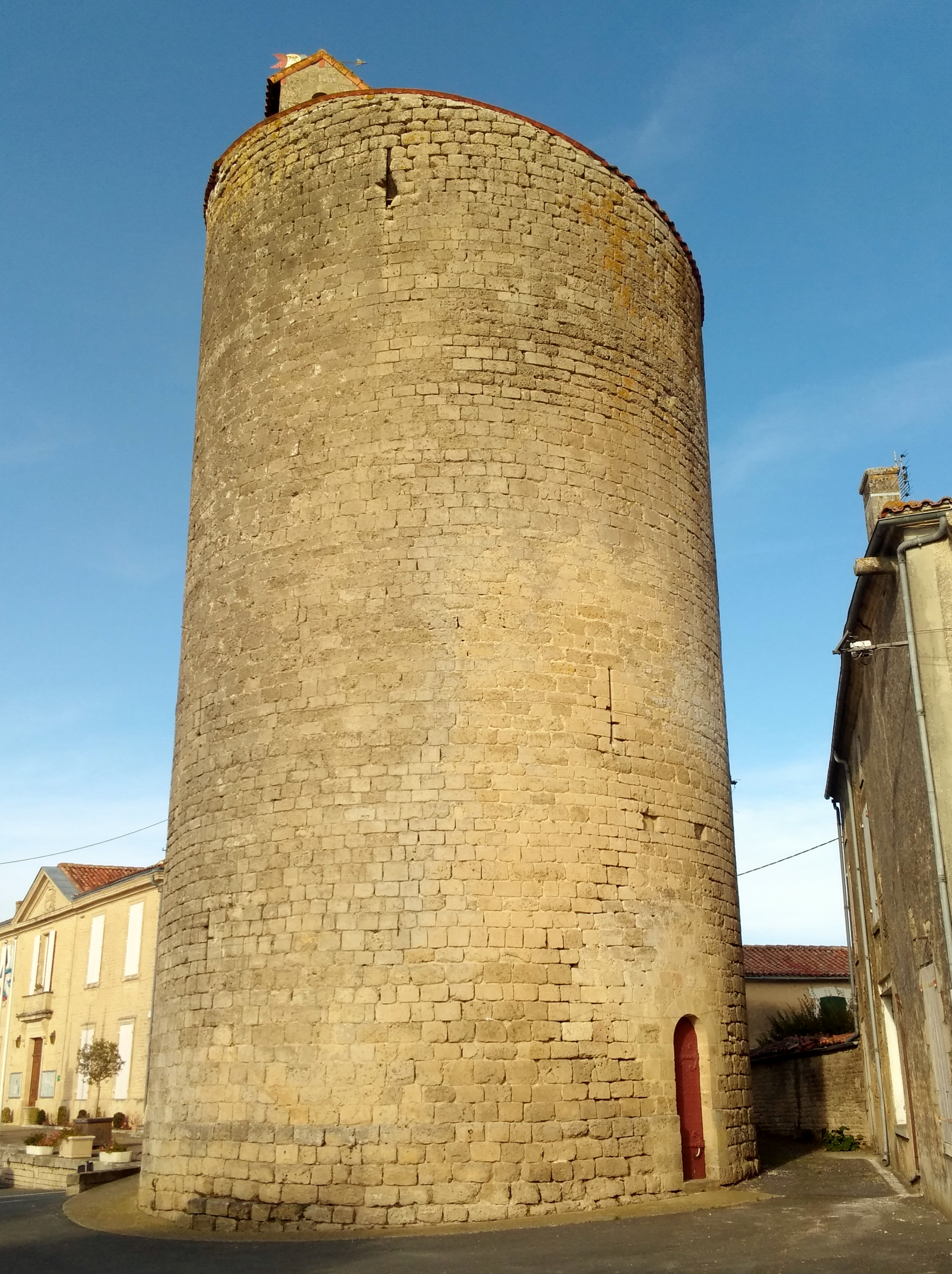
La tour.
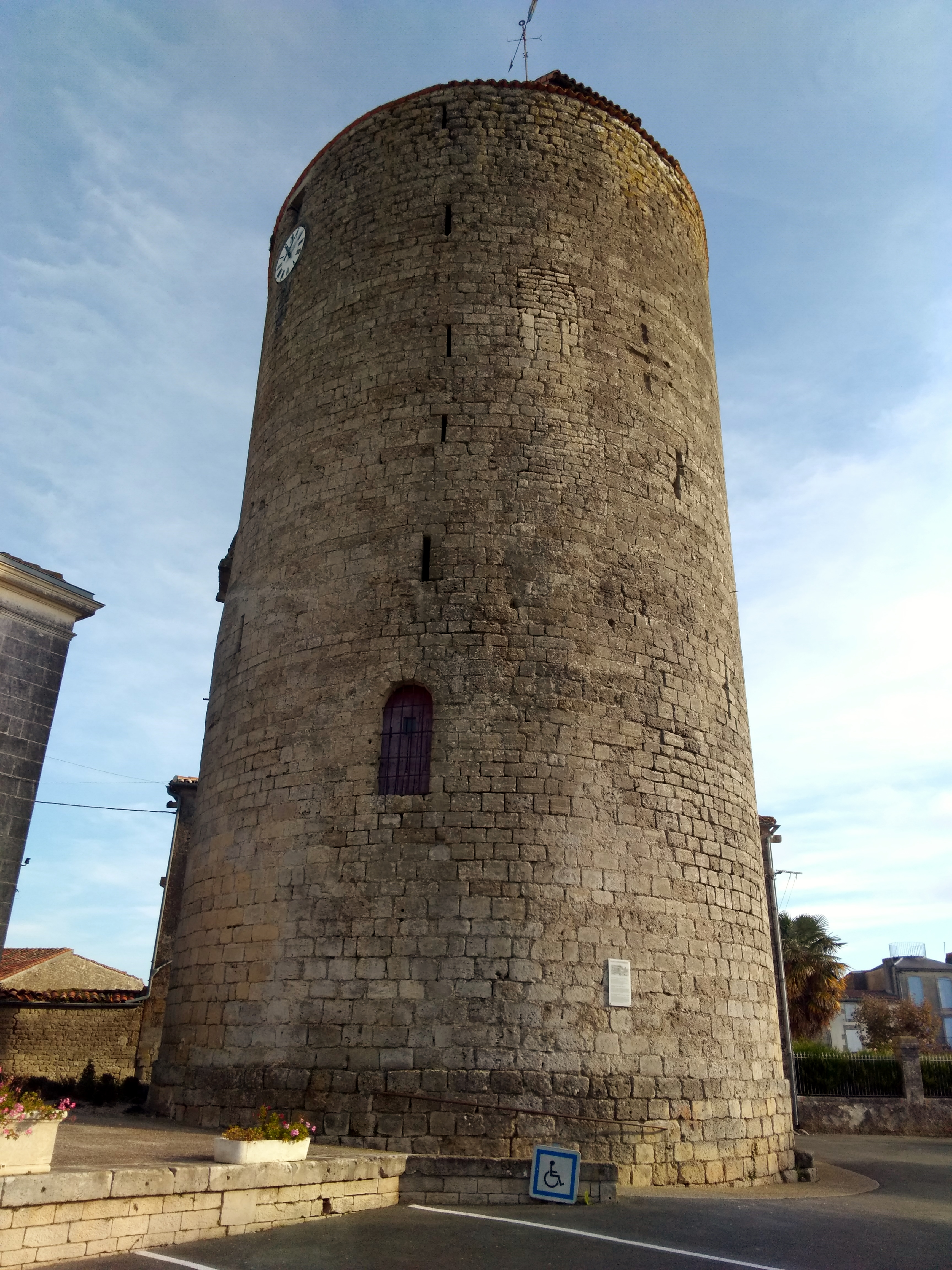
La tour.
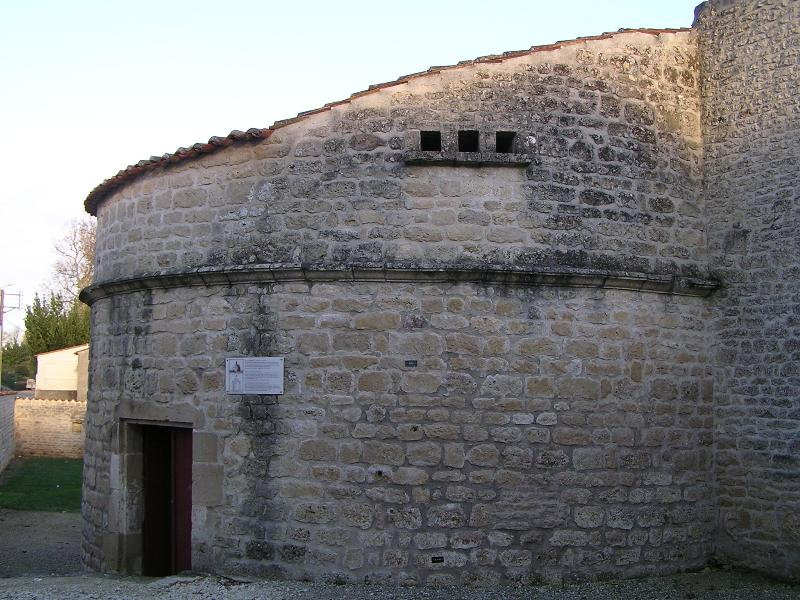
Le colombier.
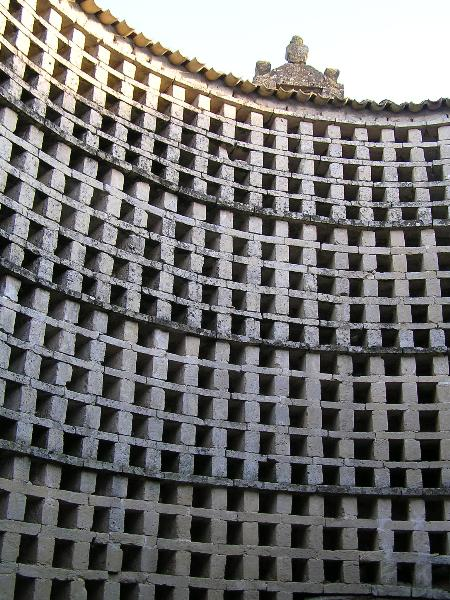
Les boulins.

### Personnalités liées à la commune
- Jean-Louis Soubdès (1749-1819), député, magistrat, né à Aulnay.
- Paul Gallard-Lépinay (1842-1885), peintre officiel de la Marine, né à Aulnay.
- Le commissaire Robert Broussard, natif d'Aulnay.

### Héraldique
| Blason de Aulnay | Blason  | D’or à une ombre de pal accosté de quatre losanges de gueules. |
| Blason de Aulnay | Détails | Le statut officiel du blason reste à déterminer.               |